# Певец в Маске (Испания)
«Певец в маске Испания» (англ. The Masked Singer Spain) — испанское реалити-шоу, премьера которого состоялась на телеканале Antena 3 4 Ноября 2020 года. Это часть франшизы «Певец в маске», которая началась в Южной Корее, и в ней знаменитости поют песни, одетые в костюмы и маски, скрывающие их личность. Ведущий Артуро Вальс, в программе участники дискуссии угадывают личности знаменитостей, интерпретируя подсказки, предоставляемые им на протяжении каждого сезона. Различные члены жюри (жюри сменяются в каждом сезоне) появляются в каждом эпизоде и голосуют вместе со зрителями за своего любимого певца после всех выступлений. Наименее популярные устраняются, снимая маску и раскрывая свою личность.
Чтобы их личности не были раскрыты до выхода в эфир каждого предварительно записанного эпизода, программа широко использует кодовые имена, маскировку, соглашения о неразглашении и команду охранников. Производственной группе не рекомендуется пользоваться телефонами во время съемок, а зрители студии проходят через металлоискатель. Доставать телефоны во время съемок строго запрещено.

## Производство
Идея проекта взята у южнокорейского телешоу King of Mask Singer, премьера которого состоялась в феврале 2015 года. В 2019 году шоу было адаптировано в таких странах, как США, Мексика, Германия и Россия, а в конце 2019-го испанский телеканал Antena 3 сообщил, что на стадии подготовки находится испанская адаптация этого телешоу с датой премьеры 1 сезона 4 Ноября 2020 года. Ведущим проекта был назначен испанский актер и телеведущий Артуро Вальс.
Шоу имело неимоверный успех, и уже через некоторое время после финала 1 сезона Antena 3 сообщил, что проект продлён на 2 сезон.
Всего на данный момент у шоу вышло 3 сезона. 4 сезон находится на финальной стадии подготовки и его премьера должна состояться во 2-й половине 2024-го года.

## Правила
В 1 сезоне участвует 12 масок, которые делятся на 2 группы - A и B. В нечётных эпизодах (1,3) участвуют 6 масок группы А, в чётных (2,4) - 6 масок группы В. В 5 эпизоде оставшиеся 8 масок объединяются в 1 группу, 7 эпизод - полуфинал, в нём уходят 2 маски, 8 эпизод - финал.
Во 2 сезоне количество участников возросло до 15. Количество групп увеличилось до 3-х, в 4, 5 и 6 эпизодах уходят по 2 маски, в 9 эпизоде финал.
В 3 сезоне количество участников возросло до 16. Количество групп - 3, в 1,2,3,4 и 7 эпизодах уходят по 2 маски, 8 эпизод - финал.

## Список Сезонов
| Сезон | Кол-во Участников | Кол-во Эпизодов | Выходит(ил) в эфир              | 1-е место                                       | 2-е место                  | 3-е место                       |
| ----- | ----------------- | --------------- | ------------------------------- | ----------------------------------------------- | -------------------------- | ------------------------------- |
| 1     | 12                | 8               | 4 Ноября 2020 - 23 Декабря 2020 | Пас Вега - Катрина                              | Женовева Касанова - Пудель | Тони Канто - Хамелеон           |
| 2     | 15                | 9               | 24 Мая 2021 - 29 Июля 2021      | Хоакин Кортес - Ёж                              | Вилли Барсенас - Банан     | Мария Помбо - Яйцо              |
| 3     | 16                | 8               | 10 Мая 2023 - 5 Июля 2023       | Морьентес Фернандо - Горилла Ана Торроха - Мышь | Нет                        | Сабрина Салерно - Морской Конёк |

## 1 Сезон
Премьера 1 сезона телепроекта «Певец в Маске Испания» состоялась на телеканале Antena 3 4 Ноября 2020 года. Финал состоялся 23 Декабря того же года. Ведущим проекта был назначен актер и телеведущий Артуро Вальс. Членами жюри были назначены актер и режиссер Хавьер Кальво, актер и писатель Хавьер Амбросси, комик и певец Хосе Мота и певица и вокалистка Малу.
Список Участников :
| Персонаж  | Знаменитость       | Профессия              | Эпизоды | Эпизоды | Эпизоды | Эпизоды | Эпизоды | Эпизоды | Эпизоды | Эпизоды |
| Персонаж  | Знаменитость       | Профессия              | 1       | 2       | 3       | 4       | 5       | 6       | 7       | 8       |
| --------- | ------------------ | ---------------------- | ------- | ------- | ------- | ------- | ------- | ------- | ------- | ------- |
| Катрина   | Пас Вега           | актриса, телеведущая   |         |         |         |         |         |         |         |         |
| Пудель    | Женовева Касанова  | модель, телезвезда     |         |         |         |         |         |         |         |         |
| Хамелеон  | Тони Канто         | политик, актер         |         |         |         |         |         |         |         |         |
| Ворон     | Хорхе Лоренсо      | бывший мотогонщик      |         |         |         |         |         |         |         |         |
| Подсолнух | Аль Бано           | эстрадный певец        |         |         |         |         |         |         |         |         |
| Павлин    | Пастора Солер      | певица фламенко        |         |         |         |         |         |         |         |         |
| Свинья    | Терелу Кампос      | телеведущая, писатель  |         |         |         |         |         |         |         |         |
| Монстр    | Фернандо Техеро    | актер, режиссер        |         |         |         |         |         |         |         |         |
| Креветка  | Максим Уэрта       | политик, писатель      |         |         |         |         |         |         |         |         |
| Единорог  | Норма Дуваль       | актриса, бизнесвумен   |         |         |         |         |         |         |         |         |
| Осьминог  | Пепе Наварро       | журналист, телеведущий |         |         |         |         |         |         |         |         |
| Лев       | Джорджина Родригес | танцовщица, модель     |         |         |         |         |         |         |         |         |

 Участник стал победителем шоу
 Участник занял второе место
 Участник занял третье место
 Участник занял четвёртое место
 Участник прошёл дальше
 Участник стал номинантом на выбывание, но остался в шоу
 Участник покинул шоу и раскрыл свою личность
 Участник не принимал участие в этом эпизоде

## 2 Сезон
Премьера 2 сезона телепроекта «Певец в Маске Испания» состоялась на телеканале Antena 3 24 Мая 2021 года. Финал состоялся 29 Июля того же года. Артуро Вальс, Хавьер Кальво, Хавьер Амбросси и Хосе Мота вернулись на роли ведущего и членов жюри.
Малу не смогла вернуться на роль члена жюри и была заменена победительницей прошлого сезона - Пасой Вегой.
Список Участников :
| Персонаж         | Знаменитость           | Профессия               | Эпизоды | Эпизоды | Эпизоды | Эпизоды | Эпизоды | Эпизоды | Эпизоды | Эпизоды | Эпизоды |
| Персонаж         | Знаменитость           | Профессия               | 1       | 2       | 3       | 4       | 5       | 6       | 7       | 8       | 9       |
| ---------------- | ---------------------- | ----------------------- | ------- | ------- | ------- | ------- | ------- | ------- | ------- | ------- | ------- |
| Ёж               | Хоакин Кортес          | хореограф, актер        |         |         |         |         |         |         |         |         |         |
| Банан            | Вилли Барсенас         | певец, фронтмен         |         |         |         |         |         |         |         |         |         |
| Яйцо             | Мария Помбо            | инфлюенсер, блогер      |         |         |         |         |         |         |         |         |         |
| Маленький Монстр | Анна Игартибуру        | телеведущая, актриса    |         |         |         |         |         |         |         |         |         |
| Крокодил         | Бертин Осборне         | певец, телеведущий      |         |         |         |         |         |         |         |         |         |
| Дракон           | Мария Зурита           | аристократка, политик   |         |         |         |         |         |         |         |         |         |
| Фламинго         | Мар Флорес             | актриса, модель         |         |         |         |         |         |         |         |         |         |
| Пёс              | Хосе Мануэль Кальдерон | баскетболист, игрок НБА |         |         |         |         |         |         |         |         |         |
| Медуза           | Мел Би                 | певица, автор песен     |         |         |         |         |         |         |         |         |         |
| Лягушка          | Хосеп Педрероль        | журналист, телеведущий  |         |         |         |         |         |         |         |         |         |
| Кактус           | Эва Аче                | актриса, комедиантка    |         |         |         |         |         |         |         |         |         |
| Ангел            | Палома Сан-Басилио     | певица, актриса         |         |         |         |         |         |         |         |         |         |
| Бабочка          | Эсперанса Агирре       | политик, юрист          |         |         |         |         |         |         |         |         |         |
| Кошка            | Исабель Прейслер       | телеведущая, журналист  |         |         |         |         |         |         |         |         |         |
| Фрейлина         | Ла Тойя Джексон        | актриса, модель         |         |         |         |         |         |         |         |         |         |

 Участник стал победителем шоу
 Участник занял второе место
 Участник занял третье место
 Участник занял четвёртое место
 Участник прошёл дальше
 Участник стал номинантом на выбывание, но остался в шоу
 Участник покинул шоу и раскрыл свою личность
 Участник не принимал участие в этом эпизоде

## 3 Сезон
Премьера 3 сезона телепроекта «Певец в Маске Испания» состоялась на телеканале Antena 3 10 Мая 2023 года. Финал состоялся 5 Июля того же года. Артуро Вальс, Хавьер Кальво и Хавьер Амбросси вернулись на роли ведущего и членов жюри.
Хосе Мота и Пас Вега не смогли вернуться на роли членов жюри и были заменены актрисой и телеведущей Аной Обрегон и певицей и актрисой Моникой Наранхо.
Также в этом сезоне впервые в истории проекта появляется дуэт масок (Инопланетяне - Мигель Торрес и Паула Эчеваррия), и, второй раз за всю историю франшизы Певца в Маске, победителей стало 2, а не 1.
В этом сезоне впервые появляются маски-вайлдкарты. Это маски, которые присоединяются к обычным маскам ближе к середине сезона, а не в начале. Маски-вайлдкарты будут помечены как (ВД).
В этом сезоне был представлен так называемый «Вылет». С его помощью члены жюри могу сами выгнать маску, если правильно угадают её личность. Если жюри не отгадали маску, она продолжает участие в шоу.
Список Участников :
| Персонаж      | Знаменитость            | Профессия               | Эпизоды | Эпизоды | Эпизоды | Эпизоды | Эпизоды | Эпизоды | Эпизоды | Эпизоды |
| Персонаж      | Знаменитость            | Профессия               | 1       | 2       | 3       | 4       | 5       | 6       | 7       | 8       |
| ------------- | ----------------------- | ----------------------- | ------- | ------- | ------- | ------- | ------- | ------- | ------- | ------- |
| Горилла       | Морьентес Фернандо      | футболист, тренер       |         |         |         |         |         |         |         |         |
| Мышь (ВД)     | Ана Торроха             | певица, автор песен     |         |         |         |         |         |         |         |         |
| Морской Конёк | Сабрина Салерно         | актриса, певица         |         |         |         |         |         |         |         |         |
| Петух (ВД)    | Пако Тоус               | актер, режиссер         |         |         |         |         |         |         |         |         |
| Фея (ВД)      | Alaska                  | певица, автор песен     |         |         |         |         |         |         |         |         |
| Малыш (ВД)    | Dulceida                | инфлюенсер, блогер      |         |         |         |         |         |         |         |         |
| Кекс          | Ана Милан               | актриса, телеведущая    |         |         |         |         |         |         |         |         |
| Инопланетяне  | Мигель Торрес           | футболист, защитник     |         |         |         |         |         |         |         |         |
| Инопланетяне  | Паула Эчеваррия         | модель, актриса         |         |         |         |         |         |         |         |         |
| Закуска       | Нати Абаскаль           | светская львица, модель |         |         |         |         |         |         |         |         |
| Русалка       | Бо Дерек                | актриса, модель         |         |         |         |         |         |         |         |         |
| Скелет        | Фелисиано Лопес         | теннисист, спортсмен    |         |         |         |         |         |         |         |         |
| Тигр          | El Rubius               | блогер, ютубер          |         |         |         |         |         |         |         |         |
| Гном          | Хосе Рамон де ла Морена | спорт. журналист        |         |         |         |         |         |         |         |         |
| Матрёшка      | Валерия Мазза           | телеведущая, модель     |         |         |         |         |         |         |         |         |
| Арлекин       | Тори Спеллинг           | актриса, сценарист      |         |         |         |         |         |         |         |         |
| Фараон        | Аранча Санчес Викарио   | легенда тенниса         |         |         |         |         |         |         |         |         |

 Участники стали победителями шоу
 Участник занял третье место
 Участник занял четвёртое место
 Участник прошёл дальше
 Участник стал номинантом на выбывание, но остался в шоу
 Участник покинул шоу и раскрыл свою личность
 Участник не принимал участие в этом эпизоде
 Участник покинул шоу с помощью «Вылета»